# Rio Grande Valley Vipers
Rio Grande Valley Vipers is een Amerikaanse basketbalploeg uit Edinburg die sinds 2007 uitkomt in de NBA G League. De Vipers zijn de meest succesvolle club uit de NBA G League met vier eindoverwinningen.

## Geschiedenis
De Rio Grande Valley Vipers werd in 2007 opgericht en trad toe tot de NBA D-League en speelde in de Payne Arena in Hidalgo. Bob Hoffman werd aangesteld als eerste hoofdcoach van de ploeg maar kon de ploeg niet naar de play-offs leidden. Hij werd het seizoen erop vervangen door Clay Moser maar ook hij kon de club niet naar de play-offs brengen.
In 2010 wonnen de Vipers onder hoofdcoach Chris Finch voor het eerste de NBA D-League titel, ze wonnen achtereenvolgend van de Reno Bighorns, Austin Toros en in de finale van de Tulsa 66ers. Het seizoen erop stond de club weer in de finale, ze hadden gewonnen van de Bakersfield Jam en de Reno Bighorns maar verloren in de finale van Iowa Energy. In 2011 nam Nick Nurse het roer over van de Vipers, in zijn eerste seizoen werden de play-offs niet gehaald maar het seizoen erop werden ze opnieuw kampioen ditmaal werd er gewonnen van de Maine Red Claws, Tulsa 66ers en in de finale van de Santa Cruz Warriors.
Onder Nevada Smith werd in zijn eerste seizoen de halve finale gehaald van de play-offs, eerst werd er gewonnen van de Iowa Energy om daarna in de volgende ronde te verliezen van de Santa Cruz Warriors. In zijn tweede seizoen haalde de ploeg de play-offs niet. In 2015 werd Matt Brase de nieuwe hoofdcoach, in zijn eerste seizoen werd er verloren in de eerste ronde van de play-offs van de Austin Toros. In het seizoen 2016/17 werd eerst gewonnen van de Los Angeles D-Fenders, Oklahoma City Blue maar hierna werd in de finale verloren van de Raptors 905. In het laatste seizoen onder Brase won de club van de Texas Legends maar verloor in de volgende ronde van de Austin Toros.
In 2018 werd de ploeg verhuisd naar het naburige Edinburg en ging ze spelen in de nieuwgebouwde Bert Ogden Arena waar al sinds 2015 aan gewerkt werd. De ploeg kwam onder leiding van Joseph Blair die meteen de play-offs haalde. Daar speelden ze kampioen door te winnen van de Memphis Hustle, Santa Cruz Warriors en in de finale van de Long Island Nets. In 2019 werd Mahmoud Abdelfattah de nieuwe hoofdcoach. Pas in zijn tweede seizoen haalde hij de play-offs met de Vipers, ze verloren echter in de kwartfinale tegen de Santa Cruz Warriors. In 2022 speelde de club voor een vierde keer kampioen, ze wonnen van de Delaware Blue Coats in de finale nadat ze eerder al de Texas Legends en Agua Caliente Clippers hadden verslagen op weg naar de finale.
In 2022 werd Kevin Burleson hoofdcoach, in zijn eerste seizoen werd meteen de finale gehaald. Er werd gewonnen van de South Bay Lakers, Memphis Hustle, Sioux Falls Skyforce maar de Delaware Blue Coats die ze een seizoen eerder versloegen in de finale waren dit jaar te sterk. In het seizoen 2023/24 werd er in de eerste ronde verloren van de Oklahoma City Blue.
Voor het seizoen 2024/25 keerde Joseph Blair terug als hoofdcoach van de club. De club haalde de play-offs maar verloor in de eerste ronde van de Salt Lake City Stars.

## Arena's
- Payne Arena (2007-2018)
- Bert Ogden Arena (2018-heden)

## Erelijst
- NBA G League-kampioen: 2010, 2013, 2019, 2022
- NBA G League Most Valuable Player Award: Mike Harris (2010), Drew Goudelock (2013), Trevelin Queen (2022)
- NBA G League Rookie of the Year Award: Robert Covington (2014)
- NBA G League Most Improved Player Award: Michael Frazier II (2019), Anthony Lamb (2021)
- NBA G League Coach of the Year Award: Chris Finch (2010), Mahmoud Abdelfattah (2022)
- NBA G League Finals Most Valuable Player Award: Isaiah Hartenstein (2019), Trevelin Queen (2022)
- All-NBA G League First Team: Mike Harris (2010), Greg Smith (2012), Andrew Goudelock (2013), Robert Covington (2014), Kevin Porter Jr. (2021), Trevelin Queen (2022)
- All-NBA G League Second Team: Will Conroy (2010), Jeff Adrien (2011), Marcus Cousin (2011), Tim Ohlbrecht (2013), Will Cummings (2016), Isaiah Hartenstein (2019), Darius Days (2023)
- All-NBA G League Third Team: Antonio Anderson (2010), Jerel McNeal (2011), D. J. Kennedy (2013), Troy Daniels (2014), Anthony Lamb (2022)
- FIBA Intercontinental Cup:  2023

## Resultaten
| Seizoen | Wins | Verlies | Play-offs    | Coach               |
| ------- | ---- | ------- | ------------ | ------------------- |
| 2007/08 | 21   | 29      |              | Bob Hoffman         |
| 2008/09 | 21   | 29      |              | Clay Moser          |
| 2009/10 | 34   | 16      | Kampioen     | Chris Finch         |
| 2010/11 | 33   | 17      | Finale       | Chris Finch         |
| 2011/12 | 24   | 26      |              | Nick Nurse          |
| 2012/13 | 35   | 15      | Kampioen     | Nick Nurse          |
| 2013/14 | 30   | 20      | Halve finale | Nevada Smith        |
| 2014/15 | 27   | 23      |              | Nevada Smith        |
| 2015/16 | 29   | 21      | Eerste ronde | Matt Brase          |
| 2016/17 | 32   | 18      | Finale       | Matt Brase          |
| 2017/18 | 29   | 21      | Kwartfinale  | Matt Brase          |
| 2018/19 | 34   | 16      | Kampioen     | Joseph Blair        |
| 2019/20 | 15   | 27      |              | Mahmoud Abdelfattah |
| 2020/21 | 9    | 6       | Kwartfinale  | Mahmoud Abdelfattah |
| 2021/22 | 24   | 10      | Kampioen     | Mahmoud Abdelfattah |
| 2022/23 | 18   | 14      | Finale       | Kevin Burleson      |
| 2023/24 | 20   | 14      | Eerste ronde | Kevin Burleson      |
| 2024/25 | 20   | 14      | Eerste ronde | Joseph Blair        |
| 2025/06 |      |         |              |                     |

## Bekende (oud-)spelers
| - Shannon Brown - Markel Brown - Patrick Beverley - Trent Strickland - Kyle Fogg | - TyTy Washington Jr. - Jamelle Hagins - Jermaine Samuels - Teddy Allen - Kenny Wooten | - Jeff Trepagnier - Isaiah Hartenstein |